# (35831) 1999 JN55
1999 JN55 (asteroide 35831) é um asteroide da cintura principal. Possui uma excentricidade de 0.16333380 e uma inclinação de 7.04311º.
Este asteroide foi descoberto no dia 10 de maio de 1999 por LINEAR em Socorro.